# Старое (Междуреченский район)
Старое — село в Междуреченском районе Вологодской области. Административный центр Старосельского сельского поселения и Старосельского сельсовета.
Расстояние до районного центра Шуйского по автодороге — 33 км. Ближайшие населённые пункты — Яскино, Змейцыно, Артемьево.
По переписи 2002 года население — 483 человека (231 мужчина, 252 женщины). Преобладающая национальность — русские (96 %).